# 641 Agnes
641 Agnes este un asteroid din centura principală, descoperit pe 8 septembrie 1907, de Max Wolf.